# 1429 Pemba
1429 Pemba (1937 NH) là một tiểu hành tinh vành đai chính được phát hiện ngày 2 tháng 7 năm 1937 bởi C. Jackson ở Johannesburg (UO).